# Выгорь (Угранское сельское поселение)
Выгорь — деревня в Угранском районе Смоленской области России.  Входит в состав Угранского сельского поселения. До 2017 года входила в состав Мытишинского сельского поселения. Население — 6 жителей (2007 год). 
Расположена в юго-восточной части области в 22 км к северо-западу от Угры, в 22 км северо-западнее автодороги Знаменка-Спас-Деменск, на берегу реки Гордота. В 23 км восточнее от деревни находится железнодорожная станция Дебрянский на линии Торжок-Брянск. 

## История
В годы Великой Отечественной войны деревня была оккупирована гитлеровскими войсками в октябре 1941 года, освобождена в марте 1943 года.